# La gran fiesta de los hogares colombianos
La gran fiesta de los hogares colombianos es un programa de televisión musical colombiano que se emite los días 24 y 31 de diciembre. Los días antes de la Navidad y el Año Nuevo.

## Historia
Inicialmente se emitía por radio con el nombre de La fiesta de los hogares tolimenses por ser de este departamento, y es presentado por Jorge Barón los días 24 y 31 de diciembre. Los días antes de la Navidad y el Año Nuevo.
Después del nacimiento de la programadora Jorge Barón Televisión, se inició la emisión por televisión en años anteriores, era originado en El show de las estrellas, luego a la salida de los estudios para grabar en diferentes partes de Colombia.
El 31 de diciembre de 2005  pasó a ser emitida por Caracol Televisión, desde las ciudades de Cali, Pereira, Barranquilla, Ibagué, Cúcuta y Bogotá, conservando a Jorge Barón como presentador, pero la productora Jorge Barón Televisión siguió encargada de toda la producción. Por sus tarimas han pasado varios artistas colombianos y extranjeros de diversos géneros musicales como Giovanny Ayala, Peter Manjarres, Jhonny Rivera, Las Chicas del Can, Nelson y sus Estrellas, Darío Gómez, Wilfrido Vargas, Galy Galiano, Grupo San Miguelito, entre muchos otros. Algunas fiestas que se hacía cada 24 de diciembre, se hacía en el parqueadero del Estadio Metropolitano Roberto Meléndez en Barranquilla.
En la fiesta del 31 de diciembre, se muestra un reloj gigante con la hora exacta para dar a conocer a Colombia el momento que llega el Año Nuevo, y Jorge Barón efectúa el conteo regresivo de los últimos 20 segundos del año viejo. 
A las 12 de la noche se entona el Himno nacional de Colombia.
La fiesta del 31 de diciembre de 2008 tuvo lugar en la zona exterior a la Torre Colpatria de Bogotá, el edificio más alto de Colombia. El evento fue transmitido en televisión por Caracol Televisión y fue conducido por Jorge Barón. Al evento asistieron cerca de 6.000 personas, y contó con artistas como: Gigantes del Vallenato, Giovanny Ayala, Nelson y sus Estrellas, y San Miguelito.
Las fiestas del 24 y 31 de diciembre de 2009 fueron emitidas por Caracol Televisión y contaron con el apoyo del Ministerio de Relaciones Exteriores de Colombia quien invitó a los colombianos residentes en el exterior de grabar unos videos con mensajes de Navidad que fueron emitidos en la fiesta.
La Nochebuena del 2009, la ciudad de Cali fue sede del programa a través de la señal nacional e internacional de Caracol Televisión, desde las 7 de la noche del 24 de diciembre hasta las 3 de la mañana del 25.
La fiesta del 24 de diciembre de 2010 tuvo lugar en la ciudad de Ibagué, lugar de nacimiento de Jorge Barón quien fue condecorado al inicio de la transmisión por el alcalde de la ciudad Jesús María Botero, la fiesta fue transmitida por Caracol Televisión y contó con las actuaciones de Silvestre Dangond (quien para ese entonces presentador del concurso Un minuto para ganar de Caracol Televisión), Guayacán Orquesta, Dueto Lara y Acosta, Kimbombó Orquesta, Orquesta Rh Positivo, entre muchos otros.
La fiesta del 31 de diciembre de 2010 se llevó a cabo en la Torre Colpatria de la ciudad de Bogotá. En compañía de Jorge Barón y con las presentaciones de Alejandro Palacio, Wilfrido Vargas y Las Chicas del Can, siendo la tercera fiesta de año nuevo en línea celebrada en dicho lugar, ya que las fiestas del 2008 y 2009 tuvieron lugar en la Torre Colpatria y Alejandro Palacios interpretó el Himno nacional de Colombia.
El 31 de diciembre de 2015, la gran fiesta de los hogares colombianos fue transmitida desde la ciudad de Cúcuta, siendo la tercera vez que se lleve a cabo en dicha ciudad y la primera fiesta de Año Nuevo transmitida allí por Caracol Televisión.
Hasta el 31 de diciembre de 2016 se emitió por última vez por el Caracol Televisión, tras de 10 años de emisión.
Desde los días 24 y 31 de diciembre de 2017, el programa actualmente se transmite por RCN Televisión.
En los años 2020 y 2021, la fiesta se celebró el 24 y 31 de diciembre desde los estudios de Canal RCN y sin público, a causa de la crisis COVID-19 lo que obligó a Jorge Barón Televisión y Canal RCN a tomar esa dicha decisión.
Entre el 2020 y 2021, en La gran fiesta de los hogares colombianos se comenzaba a hacer saludos de mensajes de Navidad y de Año Nuevo por parte de las celebridades.
En el año 2022 se retoman las presentaciones con público, el 24 de diciembre tuvo su lugar desde Ibagué capital del departamento del Tolima, y el 31 de diciembre desde Manizales capital del departamento de Caldas, y su transmisión sigue siendo por el Canal RCN cumpliendo así los 5 años de emisión por este canal.